# オードリー (お笑いコンビ)
オードリーは、ケイダッシュステージ所属のお笑いコンビ。2000年結成。M-1グランプリ2008準優勝。

## メンバー
若林 正恭（わかばやし まさやす、1978年9月20日 - ）（46歳）
主にツッコミ・ネタ作り担当、立ち位置は向かって左。

春日 俊彰（かすが としあき、1979年2月9日 - ）（46歳）
主にボケ担当、立ち位置は向かって右。

## 略歴
共に日本大学第二中学校・高等学校出身。中学2年生の時にクラスメイトになり、若林の前の席が春日だったことから仲が良くなる。1994年に高校に進学し再びクラスメイトに。共に高等部から入部が許可されるアメリカンフットボール部に入部した（ポジションは若林がランニングバック、春日がディフェンスエンド）。若林は、学生時代に見たとんねるずやビートたけしのような大人に憧れて芸人を志し、高校生の時にアメリカンフットボールで関東代表に選ばれていた春日を見て「春日がいい」と思い、高校3年生の時から誘うようになる。
中学・高校時代の同級生にはアイルランドへ渡ってエイダン・オブライエン厩舎の厩務員となった人物がおり、後に担当馬を第30回ジャパンカップに出走させるため一時帰国した際のスポーツ新聞のインタビューで、オードリーについても語っていた。この同級生によると「学生当時とは2人のキャラクターが違っている」そうであり、春日は勉強ができて大人しく真面目である一方、若林の方は不真面目でやんちゃなグループに入っていたという。春日は中高皆勤であった。
1997年3月、高校を卒業。春日は一般入試で合格して現役で日本大学商学部経営学科、若林は東洋大学文学部第二部国文学科に進学。若林は夜間大学に入学したので学校内に同年代の人も少なく、頻繁に春日と遊んでいた。高校時代に仲の良かった11人グループから面白い順に声をかけていき、8番目の断らなかった春日を相方に選んだ。
2000年4月、事務所主催のライブに「若林春日」で参加しようとするものの「コンビ名がないと参加できない」と言われ、春日がその場で思いついた「ナイスミドル」というコンビ名でのデビューを余儀なくされる。
2002年、『桂芸能社ポンッ!』（TBSテレビ）に採用されたVTR「輪から出ない男」に出演。VTRの内容は床に置かれたフラフープの輪に入った春日へ、若手皆で（ビックスモールンなど同じ事務所の芸人も参加している）「熱湯鉄砲」で集中攻撃をしたり「松明」で背中を炙ってどこまで輪から出ないで耐えられるかという、若手芸人ならば一度はチャレンジするようなギリギリのリアクション芸であった。このVTRを見た当時の若林の彼女からは「お願いだから普通に就職して」と懇願されたという。
2005年4月、コンビ名を現在のものに改名。これは事務所社長の松田英夫から「うにいくら」「オードリー」の2択を迫られ、その場が寿司屋であったこともあり「うにいくら」は社長の思いつきと判断。そのため「オードリー」に決定した経緯を持つ。社長は「華が無い2人なので、華のあるオードリー・ヘプバーンから採った」としている。その後、自身のラジオで他のコンビ名候補として「チーズワイン」と「兼定」があったことを明かした。
売れていない頃は単独ライブを開ける会場もなかったため、春日の自宅に客を呼んでライブをしていた。
2006年10月、新宿シアターモリエールにて初の単独ライブとなる「シャンプーおじさん」を行う。またこの頃から、春日が『クイズプレゼンバラエティー Qさま!!』（テレビ朝日）の潜水競技企画をきっかけにK-1参戦など、体力ものの企画に単独で出演して知名度を上げ始める。
2008年1月1日、『ぐるナイ番外 おもしろ荘へいらっしゃい! レア芸人だけで生放送 祭りだオッパッピー!』（日本テレビ）に出演し、地上波の放送で初めて念願の漫才ネタを披露する。ただしテレビでのネタ披露そのものはこの番組が初めてではなく、これより約2年前の2006年5月に『インパクト!（第4回）』（フジテレビ）に出演している。当時は藤岡弘、と中尾彬のものまねでの出演であった。
2008年12月21日、『M-1グランプリ2008』で敗者復活戦から決勝戦に勝ち上がり、ファーストラウンドを1位で通過。審査員の大竹まことからは「こんな漫才は見たこと無いね、1回も。噛んで面白いとはどういう事だ」と高評価を得た。優勝こそ逃したものの、この年に優勝したNON STYLEを差し置いて大ブレイク。2009年1月1日『新春お笑い大賞2009!!』（フジテレビ）ではニューウェーブ大賞で、視聴者による電話投票で212,036票中76,009票獲得、2位のNON STYLEに大差をつけて1位に輝いた。
2009年11月12日、春日の代表的なギャグの1つ、「トゥース!」が新語・流行語大賞にノミネートされ、流行語大賞候補になる。
2010年1月、春日がTBS『オレたち!クイズMAN』のロケ中に左足を骨折するも大して痛みを感じておらず、違和感を覚えて病院に行ってみたところ骨折していたことが判明した。若林はその時ばかりは「春日は強いな」と驚きとともに感心した。一時休養し、1月29日の『笑っていいとも!』で復帰。2月7日、『NFL倶楽部』のロケで第44回スーパーボウルをゲスト解説として現地観戦。春日は骨折のため松葉杖を突きながらの参加となった。以降毎年、スーパーボウルのゲスト解説を行なっている。
2011年9月、2年間にわたり出演していた『笑っていいとも!』（フジテレビ）を卒業。10月から『笑っていいとも!』の裏番組の『ヒルナンデス!』（日本テレビ）に水曜レギュラーで出演。
2016年1月31日、半年にわたって繰り広げられた『ダイナマイト関西2015〜事務所対抗団体戦』の決勝が行われ、ケイダッシュステージ軍の大将を務める若林が同じく吉本20世紀軍で大将を務める博多大吉（博多華丸・大吉）を下し、ケイダッシュステージ軍を優勝させた。“ミスターK”としてD関の舞台へ約5年ぶりに姿を見せた副将を務める春日も、準決勝で人力舎軍の飛永翼（ラバーガール）、大久保佳代子（オアシズ）、大水洋介（ラバーガール）の3人抜きで形勢を逆転させ、決勝ではケンドーコバヤシを倒すなど軍の優勝に導いている。
2016年2月24日、『ヒルナンデス!』内で番組終盤の視聴者プレゼントで用意された、630万回のテストに耐えた「壊れない」IKEAの椅子「ポエングアームチェア」を紹介中、椅子に座った春日が耐久性を証明するために身体を激しく揺さぶって勢いをつけながら座る行為を繰り返し、若林も春日の動きに勢いを付けた結果、椅子の脚が折れてしまった。これは通常ではありえない過度な使用方法のため、即座に当時『ヒルナンデス!』の進行をしていた水卜麻美（日本テレビアナウンサー）が正しい使用方法で使っていれば壊れることはないとフォローをいれていた。若林は数日後のラジオ番組で「深く反省している」と述べ、春日と共に謝罪した。このエピソードは大きな話題となり、4年後の2020年2月24日には「#オードリー椅子破壊記念日」がTwitterでトレンド入りし、数年経ってもなお注目されている。その1年後の2021年2月24日にも、同様の盛り上がりを見せた。なお、IKEA側とは和解している上に話題となったことで椅子の売り上げは伸びたという。この件はその後の『ヒルナンデス!』や、『日向坂で会いましょう』『超かわいい映像連発!どうぶつピース!!』といったオードリーが出演する他の番組でも度々話題になっており、この件をオードリーの「代表作」であると評する声も見られる。なお春日が放送中に椅子を破壊したのはこの他にあと2度ある。
ニホンモニターが2010年から毎年調査している「タレント番組出演本数ランキング」では、2010年にコンビで507本の番組に出演し1位を獲得した。翌2011年はコンビで424本に出演し、5位だった。
2012年以降の同調査は、コンビ単位だけでなく、個人単位の番組出演本数も発表されるようになったが、帯番組MCがランキング上位を独占する中、帯番組に出演していないオードリーが両者ともに毎年約400本ものテレビ出演をし続け、トップ20の常連となっている。この状況ゆえに、オードリーを「2010年代のテレビスター」と評するメディアがあったほどである。
同調査の2020年版では、若林が3位に1本差の496本で4位、春日が433本で7位にランクインし、2014年以来となる両者トップ10入りを果たしたほか、2020年に入ってからはテレビや雑誌で2人の特集が多く組まれたことから新たな黄金期の到来を彷彿とさせると評価された。なお、同調査の2020年版で1位になった博多大吉は、若林が帯番組に出演していないにも拘らず4位にランクインしたことについて「これが一番凄い。これだけ（出演依頼が）来ているということは若林くんも実質1位でいいのではないか」とのコメントをしている。
2010年代半ばになるとネタ見せ番組も減少し、テレビで漫才を披露する機会が少なくなる一方で若林は番組司会者や俳優・CMタレントにエッセイストとして、春日はアスリート・ボディビルダーなどで「筋肉芸人」として、コンビだけではなく単独でメディア出演する機会も増えている。
2019年3月2日、自身がパーソナリティを務める ニッポン放送『オードリーのオールナイトニッポン（ANN）』の放送開始10周年を記念した番組イベント『オードリーのオールナイトニッポン 10周年全国ツアー in 日本武道館』が行われた。360度が観客席となった会場には1万2000人、そして全国41の映画館で行われた生中継「ライブビューイング」に1万人のファンが駆けつけた。
2020年代になると、『24時間テレビ 「愛は地球を救う」』（日本テレビ）の中京テレビ・メインパーソナリティを2年連続で務めたり、『バチくるオードリー』や『オードリーと選の夜』のような冠特番が放送されるなど、レギュラー番組以外でもコンビでメディア出演する機会が再び増加している。また2018年頃まで減少傾向にあったお笑い・ネタ見せ番組が2019年頃から再び増加しており、前述のバチくるオードリーに加え、以前2009年から不定期に継続出演している年末恒例の『爆笑問題の検索ちゃん「芸人ネタ祭り」』（テレビ朝日）や『漫才JAPAN』、『お笑いチームバトル WARAゲーム』（日本テレビ）など、お笑い・ネタ見せ番組でお笑いやネタを披露する機会も再び増加している。
2024年2月18日、自身がパーソナリティを務める ニッポン放送『オードリーのオールナイトニッポン（ANN）』の放送開始15周年を記念した番組イベント『オードリーのオールナイトニッポンin東京ドーム』が行われた。東京ドームに5万3000人のリスナーが集い、ライブビューイングと配信を含めると合計15万6707人が熱狂したこのイベントは、「コメディショー（ハイブリッドビューイング）のチケット販売数の最多記録」としてギネス世界記録に認定された。

## 芸風

### 漫才
主に「ズレ漫才」と呼ばれる漫才を演じる（共同テレビの藪木健太郎による命名）。話を進めようとする若林に対し、春日が意味不明なツッコミやタイミングの悪い発言をして若林が窘めたり、逆に若林がツッコんだりするため話がほとんど進まないうちにネタが終わる。基本的に春日は意味不明なツッコミをしながら若林の背中を叩き、間髪入れずに若林が自分の方を向いた春日の額の左側（肩の場合もある）を叩きながら逆ツッコミをする（近年はトミーズ雅（トミーズ）にこめかみはテンプル（急所）だと指摘され、春日の胸を叩くようになった）。これをスピーディーにテンポよく続けるのが彼らの漫才の持ち味となっている。また、春日は七三分けのテクノカットをポマードで固めたヘアスタイルに淡いピンク色のベストという衣装をしているが、これこそオードリーの持つ強烈なインパクトの一因となっている。若林はツッコミの際、意識的にこのテクノカットの水平にカットされたモミアゲ部分をひっぱたくのだが、それによってさらにモミアゲ部分が強調される。かなりスタイルが崩されているが、内容的にはしゃべくり漫才に分類される（『選挙演説』『転入生』などはコント漫才）。
漫才ネタを始める際、若林はすぐセンターマイクに着くものの春日は胸を張ってセンターマイクへゆっくりと歩み寄り、少し遅れて到達してから若林が「えー、オードリーという者でございますけれどもね。今日も若林・春日で頑張って漫才やっていきたいなと思いますけどもね」などと自己紹介する。春日はそれを無視して、「皆さん、本物の春日ですよ」などと言って客に自信過剰な挨拶を行う。その後、若林は客席に向かって話しつつも「まぁ偽者がいたら見てみたいんですけれどもね」などと言ってやんわりと春日へツッコむと、春日はあざ笑うような不敵な笑みを見せながら客に「ヘッ!」と言うのが通例。ネタの終わりには、若林は普通にお辞儀し、春日は左手を高く挙げ「バァイ」と言って締める。一般的な締め方をしていた時期もあった。

### スタイル確立へ
デビュー当初は爆笑問題のようなスタイルの漫才を目指し、若林がボケで春日がツッコミだった（相田みつををモチーフとした「わかを」や「味覚」などのコントがある）。金髪にしてみたり時事ネタをやってみたり、後述のショートアメフトネタをやるなどかなりの試行錯誤を経ている。しかししばらくは伸び悩む時期が続き、同期の中でも特に落ちこぼれてしまった。若林は解散や芸人引退を何度も考えたという。
春日は「自分ではできているつもりだった」がツッコミ間違いが多く、何度やっても上手くいかなかった。結成6年目の頃、『エンタの神様』（日本テレビ）の若手オーディションにおいて、彼らのネタを見た構成作家に「どう見ても春日はツッコミとしてポンコツでまったく伸び代がない」と指摘された。それを受けて若林が自分たちのトークライブのビデオを見直した時、春日のツッコミ間違いを数えてみたら2時間で28回（31回中）もあったという。しかしその映像で「春日が変なところでツッコんでくるのを、『おいそのツッコミ違うだろ』とツッコミ返す部分がお客さんの反応がいい』ということに若林は気付き、「じゃあそれをそのまま漫才にすればいいんだ」という発想に辿り着く。こうして、2006年ごろに「春日の間の悪いツッコミに対して、若林が逆にツッコミを返す」という現在のスタイルが完成されていった（今の春日の髪型と衣装もこの頃に完成した）。しかしその新しいスタイルでも、これまでと大きくスタイルを変えたために（特に春日の容姿）周りから違和感を覚えられたこともあってオーディションには落ち続け、事務所と作家からは否定され続けた。若林は2011年7月30日放送の『オードリーのオールナイトニッポン』（ニッポン放送）において、自分たちが長い間売れなかった理由を「自分たちが生来持っている物・持っていない物を無視して、頭の中で描いていた理想の漫才の形にこだわりすぎたせい」と分析している。
しばらくして、ラ・ママで行われた渡辺正行主催のオーディションに参加。そこで主催の渡辺本人に「これはM-1の決勝に行ける漫才だよ」と称賛された。そこでいくつかアドバイスを貰った。また、そのオーディションでは当時既に若手のトップクラスに君臨していたスピードワゴンとも対面していて小沢一敬からまったくの無名コンビである自分達のネタを大絶賛され、若林はその時の恩義故に今でも小沢と番組で共演する際、彼の発言にツッコむのをためらってしまうという（2015年7月4日放送『オードリーのオールナイトニッポン』より）。
上記のネタ見せで渡辺は「（ツッコミが激しすぎて）若いお客さんが引かない?」と問題点を指摘し、「『激しいツッコミは漫才の中だけ』『本当は2人はとても仲がいい』ということにしておいて、それをお客さんに匂わせるような部分を入れるといい」とアドバイスした。その1か月後の同オーディションに参加。そこで若林が考案したのが漫才の中に「お前それ本気で言ってるのか?」「本気で言ってたら何年も一緒に漫才やってねえよ」「ヘヘヘヘッ!」というやり取りを間に入れる漫才だった。以後は2回戦落ちの常連であった『M-1』、全くオンエアの機会がなかった『爆笑オンエアバトル』（NHK総合）でも結果を残せるようになる。また、『爆笑問題の検索ちゃん』の特番「芸人ちゃんネタ祭り」では指を使ったり、擬音を多用するなど様々な漫才のスタイルを見せることがある。

### ネタ作成
ネタは若林が作っている（春日が作ったことは一度も無く「ネタ受取師」と称される）。春日と合わせる時にはレコーダーを置いてまず若林が1人でしゃべり、春日がアドリブでそれに入るということを何度も繰り返してまとめている。台本にして演技指導をしていくと春日の頭がパンクしてしまうためレコーダーが必要不可欠で、他の方法ではできないとのこと。
若林は春日の宣材写真を置いてネタを作ったりもする（若林自身がやりたいと思ったネタでも、春日のできる範囲に仕上げなければならず常に春日をイメージして考える必要があるため）。2011年ごろからはネタづくりに作家(事務所の後輩である佐藤満春（どきどきキャンプ）)も参加する場合がある。その場合は佐藤が春日役となる。
岡本太郎に傾倒した若林が、著書にある「伝わらないものをやれ」というメッセージに感化され、面白さよりも客をイライラさせるという方針をとるなど、迷走していた時期もあった。ネタ中に春日がする胸を張るポーズや苦虫を噛み潰したような顔も、岡本の作品『太陽の塔』がモチーフである。

### その他
- ブレイク当初、世間では「ダメつっこみ漫才」というネーミングで紹介されていたが[50]共同テレビの藪木健太郎がネタ番組で「ズレ漫才」というキャッチコピーを付けると、「ダメつっこみ漫才」があまり的を射ていないと感じていた若林はとても喜んだ[41]。以降テレビ番組では「ズレ漫才」と紹介されることが多くなった[51]。
- 現在はコントは漫才コントという形のもの以外は行っていないものの、ブレイク前は本格的なコントも行っていた。また2人が高校時代にアメリカンフットボール部に所属していたこともあり、アメフトに関連したショートコントもある（ショートアメフト）[52]。2人がアメフト選手の格好でオチがほぼ全部タックルという物で、初期の頃のネタだという。ブレイク後は『AKB チーム8のブンブン!エイト大放送』（日本テレビ）などで披露している。
- 春日の決めゼリフである「トゥース!」という言葉は、もともとアメフトでハドル（作戦会議）前に集合の合図として出す掛け声である。かつては若林もネタとして使用していた。しかしその後、母校のアメフト部が「ふざけていると思われる」という理由から「トゥース」を自粛したという話もある[53]。
- 漫才中春日の言う「うい」は当初「ウイッス」であった。
- 春日が遅く歩き若林の後に出てくるスタイルは、若林が舞台袖で春日のベルトを取りズボンのチャックを下ろし、若林が先に舞台に出て、春日は急いでズボンを締め直し何事もなかったかのようにゆっくり出てくるのを、若林が面白いとネタに取り入れたからである。
- けやき坂46（現・日向坂46）の冠番組『ひらがな推し』（テレビ東京）での掴みとして春日が「チュードーン!」という挨拶を行っていたが、グループ名改名に伴い番組が『日向坂で会いましょう』にリニューアルして以降は、オードリーの恩師である、コント赤信号の渡辺正行がコントで披露していたセリフ「待たせたな!」を掴みの挨拶として使用するようになった。
- ものまね芸もあり、代表的なものに若林が「○○をする藤岡弘、と」の後、春日が「中尾彬」とネタ振りし、2人による覗き、早朝バズーカドッキリ、ミスコン観覧などの様子をモノマネするものがある[54]。若林は窪塚洋介のネタで『細かすぎて伝わらないモノマネ選手権』への出場経験がある他、春日も若林などを持ちネタとしており、番組や漫才で披露することがある。
- 2015年Google マップが悪意のあるユーザーによって改ざんされ、皇居内に「オードリ春日トゥース」などと書き込まれた[55]。
- 『オードリーのオールナイトニッポン』において、話の展開から若林と春日が口論を始めるという流れ（これは実際に生放送中のラジオ番組で喧嘩に発展してしまったオリエンタルラジオに対するオマージュである）になった際、春日が「（放送ブースの）表、出ろや」と言うべきところを「表、出るや」と言い誤ってしまった。若林はすかさず春日に対し、春日俊彰改め「表デルヤ」・若林正恭改め「裏デナイ」に改名しコンビ名を「ウラオモテ」に改称しようという提案をボケとして行ったことがあるが、当然ながら実行には移されなかった[要出典]。
- プロ野球では、若林が阪神タイガースファンで、春日は埼玉西武ライオンズファンである。

## 出囃子
- アナログフィッシュ「SHOWがはじまるよ」[56]

## 賞レース成績・受賞歴など

### M-1グランプリ
2009年・2015年大会でも出場資格はあったが不参加。2010年大会では出場資格が「2000年5月以降結成」とされたため、4月結成のオードリーは出場不可能だった。
| 年     | 結果       | エントリーNo. | 備考                                   |
| ------ | ---------- | ------------- | -------------------------------------- |
| 2001年 | 1回戦敗退  |               |                                        |
| 2002年 | 2回戦敗退  |               |                                        |
| 2003年 | 3回戦敗退  |               |                                        |
| 2004年 | 2回戦敗退  |               |                                        |
| 2005年 | 2回戦敗退  |               |                                        |
| 2006年 | 2回戦敗退  |               |                                        |
| 2007年 | 準決勝敗退 | 723           |                                        |
| 2008年 | 決勝2位    | 4431          | 敗者復活組、ファーストラウンド 1位通過 |

### その他
- 2009年 新春お笑い大賞2009!! ニューウェーブ大賞
- 2015年 ダイナマイト関西2015〜事務所対抗団体戦〜 優勝
- 2024年 第61回ギャラクシー賞 ラジオ部門 DJパーソナリティ賞（『オードリーのオールナイトニッポン』）[58]

## 出演

### 現在のレギュラー番組
テレビ
- スクール革命!（日本テレビ、2009年4月5日 - ） - 生徒（レギュラー）
- NFL倶楽部→オードリーのNFL倶楽部（日本テレビ・日テレG+：2010年9月 - 、冠：2016年9月 - ） - MC・冠番組
- オードリーさん、ぜひ会ってほしい人がいるんです。（中京テレビ制作・日本テレビ系列、制作局：2012年4月8日 - ・系列局：2019年4月 - ） - MC・冠番組
- ソレダメ!〜あなたの常識は非常識!?〜（テレビ東京、2015年4月15日 - ） - MC
- ニンゲン観察バラエティ モニタリング（TBSテレビ、2017年1月26日 - ） - 準レギュラー。「日本全国廃品回収モニタリング」「夫婦カミングアウトモニタリング」コーナーなど。
- のぞき見ドキュメント 100カメ → 100カメ（NHK総合、不定期：2018年9月17日 - 2021年11月6日、レギュラー第1クール：2022年4月5日 - 6月21日、第2クール：10月4日 - 12月20日、2023年2月23日、第3クール：4月4日 - 6月20日、9月9日、第4クール：10月3日 - 12月29日、第5クール：2024年4月22日 - ） - MC
- 日向坂で会いましょう（テレビ東京、2019年4月8日 - ） - MC
- あちこちオードリー（テレビ東京、2019年10月5日 - ） - MC・冠番組

ラジオ
- オードリーのオールナイトニッポン（ニッポン放送、2009年10月10日 - ）- 冠番組

### 現在の特別番組（MCもしくはメインキャスト）・不定期出演
複数回出演しているスペシャル番組、もしくは約1年以内で継続出演しているスペシャル番組を記す。それ以外の単発スペシャル番組は過去の出演番組節を参照。
定期特別番組
- 爆笑問題の検索ちゃん 芸人ちゃんネタ祭り（テレビ朝日、2009年 - 毎年12月末） - 2018年以外出演、2017年10月1日の「2017男と女の大問題スペシャル」は春日のみ。
- スーパーボウル中継（日本テレビ・日テレG+、2010年2月7日 - 毎年2月上旬） - 日テレのスーパーボウル中継において2009年シーズンの第44回以降、毎シーズン現地でゲスト解説を行っている。

不定期特別番組

### ドラマ
- 帰ってこさせられた33分探偵 第10話（2009年3月28日、フジテレビ） - 情報屋 役
- イケ麺新そば屋探偵〜いいんだぜ!〜(Season2) 第1話（2009年7月5日、日本テレビ） - 春日：ガスハ 役 / 若林：墓林 役
- 帰ってきたベタドラマ 第1話–第8話（2009年8月 - 2010年10月31日、BeeTV）
- こちら葛飾区亀有公園前派出所 第2話（2009年8月8日、TBS） - 新人警官 役
- サザエさん（2009年11月15日、フジテレビ） - 電気店店員 役
- 祝!春日、結婚します!〜おまえ!オードリー解散って本気で言ってんのか?〜（2019年1月14日 - 2月2日、テレビ東京） - 本人 役 ※春日が秋山ゆずきとダブル主演[101]

### 映画
- M-1グランプリへの道 まっすぐいこおぜ!（2004年）
- 隠し砦の三悪人 THE LAST PRINCESS（2008年） - 足軽のエキストラ
- ミュージックソン THE MOVIE 〜オードリーの爆笑24時間宣言〜（2012年） - パーソナリティ・主演
- 3年目のデビュー（2020年）

### インターネット配信
- 面接王（ShowTime、2005年6月10日 – 12月22日 ）
- 今日の一宿一通2（あっ!とおどろく放送局、2007年3月 - 2008年9月） - 火曜日レギュラー
- 告っちゃ!（GyaOジョッキー、2007年5月 - 2009年8月 ） - レギュラー
- あいなり（GyaOジョッキー、2007年9月 - 10月） - レギュラー
- そらを見なきゃ困るよ!（GyaOジョッキー、2007年11月 - 2009年8月 ） - レギュラー
- After School TV内「突撃!ハイスクール」（日経進学Navi、2008年3月 - ） - レギュラー
- あいのり：Asian Journey（2018年1月13日 - 6月30日、Netflix） - MC
- シークレットNGハウス（2025年3月27日 - 、Amazon Prime Video） - 若林がMC[注 29]、春日はチャレンジャー。

### CM
- 任天堂「ニンテンドーDSi」（2009年2月14日 - ）
- カウネット（2009年3月2日 - ）松本さゆきと共演
- 日本ケンタッキー・フライド・チキン「BOXケンタッキー」（2009年3月5日 - 2010年）
- サッポロビール「ドラフトワン」（2009年7月 - ）清原和博と共演
- DHC「メンズドラッグワックス」（2009年9月19日 - ）
- トヨタ自動車「ラクティス」（2009年10月）吉高由里子と共演
- ベネッセコーポレーション「進研ゼミ中学講座」（2009年11月 - ）
- 味の素「ノ・ミカタ」（2009年11月 - ） 第2日本テレビの企画
- バイトルドットコム（2010年6月）上戸彩と共演
- みずほ銀行「サマージャンボ宝くじ」（2010年7月）西田敏行（西田夢蔵名義）と共演
- 映画『ヒックとドラゴン』宣伝キャプテン（2010年）
- 映画『フライトナイト/恐怖の夜』（2011年）
- エスエス製薬「スルーラックデリジェンヌ」（2013年10月7日）中村アン、ハリー杉山と共演
- 三菱電機（2014年6月12日 - 2022年9月30日） - 先行して若林が杏、戸田恵子と共演する家電事業のCMが放送されていたが、2015年から法人事業のCMに春日が出演。
- 日本ケロッグ「フロスティ 成長応援グラノラ」（2016年）[102]
- JKA「KEIRIN」（2017年4月1日 - 2019年3月31日）[103]
- トヨタファイナンス「TS CUBICカード」（2017年1月31日 - 2020年）
- Rudel「ドラゴンエッグ」（2018年1月19日）
- ユーキャン（2019年） - 「キッカケ」編には若林も出演。春日のみ吉瀬美智子と共演。
- menu（2020年4月19日）
- バンダイ「キャラパキ 解体図鑑チョコ」（2020年11月20日）[104]
- スクウェア・エニックス「『ドラゴンクエストタクト』1周年記念」（2021年7月17日）
- 江崎グリコ「プリッツ」（2022年10月19日）[105]
- キャリアデザインセンター「転職サイト type」（2023年2月17日 - ）[106]
- サトウ食品
  - 「釜炊き圧トゥー的」篇（2023年5月12日 - ）[107]
  - 「おいしさは炊き方で決まる」篇（2025年4月15日 - ）[108]
- SPOTLIGHT NETWORK LIMITED『文明と征服：Era of Conquest』（2023年9月 - ）[109]
- 日本マクドナルド「夜マック」（2024年1月9日 - ）[110]
- 明治「銀座カリー」（2024年10月23日 - ）[111]

### ミュージックビデオ
- 連れてって 連れてって（DREAMS COME TRUE）
- 僕はB型〜A型の君に恋してる〜（SKELT 8 BAMBINO）

### 声優
テレビアニメ
- フレッシュプリキュア! 第27話（2009年8月23日、朝日放送、朝日放送を除くテレビ朝日系列フル23局：2009年8月9日） - 本人 役
- フィニアスとファーブ/ザ・ムービー（2011年10月15日、ディズニー・チャンネル） - 挿入歌および声の出演。春日：ニュースキャスター 役、若林：お天気キャスター 役

劇場アニメ
- 劇場版 ヤッターマン 新ヤッターメカ大集合! オモチャの国で大決戦だコロン!（2009年8月22日劇場公開） - 本人役で出演したほか、春日：サウンドマシン 役、若林：ダンシングフラワー・メカ 役
- きかんしゃトーマス ミスティアイランド レスキュー大作戦!!（2011年4月23日劇場公開） - 春日：ダッシュ 役、若林：バッシュ 役

### DVD・Blu-ray
太字はオードリーがメイン出演の作品。
- 『まめ』vol.2 〜若手芸人コンプリート・カタログ〜（2005年9月21日）
- 爆笑解禁 ケイダッシュライブ Volume.2（2006年6月21日）
- 原口あきまさの波乱万場 〜Life of Comedians〜（2008年3月19日）
- キャラ☆キング シリーズ（2009年1月 - 5月）
- M-1グランプリ2008完全版 ストリートから涙の全国制覇!!（2009年3月31日）
- ゴッドタン 再放送禁止!フルスイング傑作選 〜M女VSキモンスターVSドイヒーVSおっぱい見せて〜（2009年6月17日）
  - ゴッドタン 第6弾 絶叫のカオス 傑作集（2010年9月8日）
- テレビドラマ『帰ってこさせられた33分探偵』（2009年6月26日）
- オードリーDVD（2009年7月22日 元CCRE）
- カンニングの恋愛中毒 〜カンニング竹山 VS 小沢仁志〜（2009年8月25日）
- 映画『劇場版ヤッターマン 新ヤッターメカ大集合! オモチャの国で大決戦だコロン!』（2009年12月19日）声の出演。
- フットンダ タカアンドトシが選ぶゴールドモジりベスト10（2009年12月23日）
- ぜんぶウソ VOL.1 - 3（2009年11月27日）
  - ぜんぶウソ VOL.4 - 6（2010年1月27日）
- テレビドラマ『イケ麺そば屋探偵〜いいんだぜ!〜』（2009年12月25日）
- アドレな!ガレッジ 衝撃映像DVD 放送コードギリギリ(1) - (3)（2009年12月23日）
- オードリーのオールナイトニッポンDVD（2010年1月8日）
- 爆笑レッドカーペット 〜花も嵐も高橋克実〜（2010年3月30日）
- アメトーークDVD 7（2010年1月27日）
  - アメトーークDVD 10（2010年11月10日）
  - アメトーークDVD 12（2010年11月10日）
  - アメトーークDVD 15（2011年3月30日）
  - アメトーークDVD 16（2011年9月28日）
  - アメトーークDVD 21（2012年3月28日）
- テレビドラマ『こちら葛飾区亀有公園前派出所』（2010年2月10日）
- 潜在異色 vol.1〜3（2010年5月28日 元ハピネット）
- LIVE! 潜在異色 特別版 【SUIDOBASHI秘宝館】（2010年8月27日 元ハピネット）
- 映画『劇場版 きかんしゃトーマス ミスティアイランド レスキュー大作戦!!』（2011年10月28日）声の出演。
- 内村さまぁ〜ず Vol.21（2010年7月7日 元アニプレックス）
  - 内村さまぁ〜ず Vol.26（2011年2月23日 元アニプレックス）
- オードリー春日のカスカスTVシリーズ（2010年8月 - 2011年8月）
- 人志松本の○○な話 誕生編 〜前期〜（2011年3月9日）
- おどおどオードリーシリーズ（2012年5月 - 2013年6月）
- ニッポン放送開局60周年記念 オードリーのオールナイトニッポン5周年記念 史上最大のショーパブ祭りDVD（2014年11月8日）
- オードリーのまんざいたのしい（2014年2月11日）
- 人志松本のすべらない話 第28回大会完全版（2016年1月13日）
- オードリーのオールナイトニッポン 10周年全国ツアー in 日本武道館（2019年6月14日）
- あちこちオードリー
  - 「ライターにすげぇ観られたくないSP」「イージーとハードの狭間SP」「ラジオじゃねえんだぞSP」（2021年12月15日）[112]
  - 「どうも希望でーす！SP」「刺さりすぎて骨組みバラバラSP」「あんなに好きだったのにSP」（2023年12月25日）[113]
- オードリーのオールナイトニッポン in 東京ドーム（2024年10月9日）Blu-ray（AUANNTDBD） / DVD（AUANNTDDVD）

## 書籍
- オードリーの小声トーク 六畳一間のトークライブ（2010年9月24日、講談社）ISBN 978-4-06-215379-9
- オードリーの悪いようにはしませんよ。（2011年4月28日、ぴあ）ISBN 978-4-8356-1787-9
- オードリーの悪いようにはしませんよ。ゆるっと7年史（2016年9月1日、ぴあ）ISBN 978-4-8356-2894-3 [114]
- オードリーのオールナイトニッポン 一年史（2011年5月6日、大修館書店）ISBN 978-4-469-29098-1
- オードリーとオールナイトニッポン 自分磨き編（2018年9月15日、扶桑社）ISBN 978-4-594-61325-9
- オードリーとオールナイトニッポン まだまだ30代! 編（2018年12月20日、扶桑社）ISBN 978-4-594-61360-0
- オードリーとオールナイトニッポン 死んでもやめんじゃねーぞ編（2019年3月4日、扶桑社）ISBN 978-4-594-61394-5
- オードリーとオールナイトニッポン 最高にトゥースな武道館編（2019年4月22日、扶桑社）ISBN 978-4-594-61409-6
- オードリーのNFL倶楽部 若林のアメフト熱視線（2018年1月25日、文藝春秋）ISBN 978-4-16-390789-5 - 編：オードリーのNFL倶楽部
- オードリーのオールナイトニッポン トーク傑作選2019-2022 「さよならむつみ荘、そして……」編（2024年1月18日、新潮社）ISBN 978-4-10-355431-8